# 1980 în jocuri video
Acest articol prezintă evenimente importante legate de jocuri video din anul 1980. Vezi și istoria jocurilor video.

## Evenimente
În 1980 a avut loc lansarea unui număr de jocuri cu concepte influente, inclusiv Pac-Man, Battlezone, Crazy Climber, Mystery House, Missile Command, Phoenix, Rally-X, Space Panic, Stratovox, Zork, Adventure și Olympic Decathlon. Jocul arcade cu cele mai mari încasări a fost Pac-Man de la Namco.  Cel mai bine vândut sistem de jocuri pentru acasă a fost Game & Watch de la Nintendo. Atari VCS (numit mai târziu Atari 2600) a crescut, de asemenea, în popularitate cu o portare a lui Space Invaders și sprijin din partea noului dezvoltator terță parte Activision. 

### Performanță financiară
Piața jocurilor video arcade din SUA a generat venituri de 2,81 miliarde de dolari.
Jocurile video de acasă au generat venituri de 464 de milioane de dolari în Statele Unite, Atari VCS fiind lider pe piață cu o cotă de 44%.

### Jocuri arcade cu cele mai mari încasări
Următoarele titluri sunt jocurile arcade cu cele mai mari încasări din întreaga lume în 1980.
| Loc | Titlu          | Încasări       | Inflație         | Vânzări mașini arcade | Dezvoltator | Distribuitor(i) | Gen          | Ref               |
| --- | -------------- | -------------- | ---------------- | --------------------- | ----------- | --------------- | ------------ | ----------------- |
| 1   | Pac-Man        | $1.000.000.000 | US$3.000.000.000 | 100.000               | Namco       | Namco / Midway  | Labirint     | [ 3 ] [ 4 ] [ 5 ] |
| 2   | Asteroids      | $700.000.000   | US$2.100.000.000 | 70.000                | Atari, Inc. | Atari, Inc.     | Shoot 'em up | [ 6 ] [ 7 ]       |
| 2   | Galaxian       | Necunoscut     | Necunoscut       | Necunoscut            | Namco       | Namco / Midway  | Shoot 'em up | [ 8 ] [ 9 ]       |
| 2   | Space Invaders | Necunoscut     | Necunoscut       | Necunoscut            | Taito       | Taito / Midway  | Shoot 'em up | [ 10 ]            |

#### Japonia și Statele Unite
În Japonia și Statele Unite, următoarele jocuri video arcade au avut cele mai mari încasări din 1980.
| Loc | Japonia (Game Machine)  | Japonia (Game Machine) | Japonia (Game Machine) | Japonia (Game Machine) | Japonia (Game Machine) | Statele Unite | Statele Unite  | Statele Unite   | Statele Unite         |
| Loc | Titlu                   | #1                     | #2                     | #3                     | Puncte                 | Cash Box      | Play Meter     | RePlay          | Vânzări mașini arcade |
| --- | ----------------------- | ---------------------- | ---------------------- | ---------------------- | ---------------------- | ------------- | -------------- | --------------- | --------------------- |
| 1   | Pac-Man                 | 62                     | 46                     | 17                     | 295                    | Asteroids     | Asteroids      | Asteroids       | < 60,000              |
| 2   | Galaxian                | 44                     | 25                     | 18                     | 200                    | Galaxian      | Galaxian       | Galaxian        | < 40,000              |
| 3   | Crazy Climber           | 14                     | 19                     | 30                     | 110                    | N/A           | Space Invaders | Space Invaders  | < 12.000              |
| 4   | Moon Cresta             | 3                      | 24                     | 15                     | 72                     | N/A           | Necunoscut     | Missile Command | Necunoscut            |
| 5   | Monaco GP               | 11                     | 4                      | 11                     | 52                     | N/A           | Necunoscut     | Rip Off         | Necunoscut            |
| 6   | Rally-X                 | 1                      | 6                      | 3                      | 18                     | N/A           | Necunoscut     | Necunoscut      | Necunoscut            |
| 7   | Heiankyo Alien (Digger) | 1                      | 4                      | 4                      | 15                     | N/A           | Necunoscut     | Necunoscut      | Necunoscut            |
| 8   | Pitch In                | 0                      | 1                      | 5                      | 7                      | N/A           | Necunoscut     | Necunoscut      | Necunoscut            |
| 9   | Super Speed Race        | 0                      | 2                      | 2                      | 6                      | N/A           | Necunoscut     | Necunoscut      | Necunoscut            |
| 10  | Sasuke vs. Commander    | 0                      | 0                      | 5                      | 5                      | N/A           | Necunoscut     | Necunoscut      | Necunoscut            |
| 10  | Space Invaders          | 0                      | 1                      | 3                      | 5                      | N/A           | Necunoscut     | Necunoscut      | Necunoscut            |
| 10  | Missile Command         | 0                      | 2                      | 1                      | 5                      | N/A           | Necunoscut     | Necunoscut      | Necunoscut            |

### Cele mai vândute jocuri video pentru acasă
Următoarele titluri au fost cele mai bine vândute jocuri video pentru acasă în 1980.
| Loc | Titlu          | Platformă | Dezvoltator | Editură     | Gen                     | Vânzări   | Ref           |
| --- | -------------- | --------- | ----------- | ----------- | ----------------------- | --------- | ------------- |
| 1   | Space Invaders | Atari VCS | Taito       | Atari, Inc. | Shoot 'em up            | 1.318.655 | [ 19 ] [ 20 ] |
| 2   | Breakout       | Atari VCS | Atari, Inc. | Atari, Inc. | Acțiune                 | 256.265   | [ 20 ]        |
| 3   | Football       | Atari VCS | Atari, Inc. | Atari, Inc. | Sport (fotbal american) | 248.502   | [ 20 ]        |
| 4   | Bowling        | Atari VCS | Atari, Inc. | Atari, Inc. | Sport                   | 245.670   | [ 20 ]        |
| 5   | Night Driver   | Atari VCS | Atari, Inc. | Atari, Inc. | Curse                   | 161.352   | [ 20 ]        |
| 6   | Air-Sea Battle | Atari VCS | Atari, Inc. | Atari, Inc. | Shooter                 | 160.093   | [ 20 ]        |
| 7   | Circus Atari   | Atari VCS | Atari, Inc. | Atari, Inc. | Acțiune                 | 148,756   | [ 20 ]        |
| 8   | Street Racer   | Atari VCS | Atari, Inc. | Atari, Inc. | Curse                   | 89,269    | [ 20 ]        |
| 9   | Video Olympics | Atari VCS | Atari, Inc. | Atari, Inc. | Sport                   | 36,028    | [ 20 ]        |

### Cele mai vândute sisteme pentru acasă
| Loc | Sistem(e)                         | Producător              | Tip      | Generație | Vânzări    | Ref           |
| --- | --------------------------------- | ----------------------- | -------- | --------- | ---------- | ------------- |
| 1   | Game & Watch                      | Nintendo                | Portabil | N/A       | 2.000.000+ | [ 21 ]        |
| 2   | Atari Video Computer System (VCS) | Atari, Inc.             | Consolă  | A doua    | 1.250.000  | [ 22 ]        |
| 3   | TRS-80                            | Tandy Corporation       | Computer | 8-bit     | 290.000    | [ 23 ]        |
| 4   | Intellivision                     | Mattel                  | Consolă  | A doua    | 200.000    | [ 22 ] [ 24 ] |
| 5   | Atari 400 / Atari 800             | Atari, Inc.             | Computer | 8-bit     | 200.000    | [ 23 ]        |
| 6   | Commodore PET                     | Commodore International | Computer | 8-bit     | 90.000     | [ 23 ]        |
| 7   | Apple II                          | Apple Inc.              | Computer | 8-bit     | 79.500     | [ 25 ]        |
| 8   | HP 9800 / HP series 80            | Hewlett-Packard         | Computer | 8-bit     | 11.300     | [ 25 ]        |
| 9   | North Star Horizon                | North Star Computers    | Computer | 8-bit     | 8.200      | [ 25 ]        |
| 10  | TI-99/4                           | Texas Instruments       | Computer | 8-bit     | 8.100      | [ 25 ]        |

### Premii
- Electronic Games a găzduit primele premii Arcade (Arcade Award), prima ceremonie de decernare a unor premii pentru jocuri video. Premiază jocurile lansate în perioada 1978–1979, Space Invaders câștigând premiul pentru cel mai bun Joc al Anului, iar Cosmic Conflict premiul pentru cel mai bun joc SF.[26][27]

### Hardware
- Mattel lansează consola de jocuri Intellivision

### Companii
- Companii noi: Broderbund, Bug-Byte, HAL Laboratory, Human Engineered Software, Mindscape, On-Line Systems, Sirius, Sir-Tech.
- Mattel a creat echipa originală de proiectare a jocurilor Intellivision formată din cinci programatori, poreclită mai târziu Blue Sky Rangers în 1982 într-un interviu TV Guide.

## Lansări importante

### Jocuri
Arcade
- 22 mai – Namco a lansat Pac-Man (original numit Puckman în Japonia). A ajuns jocul cu cele mai mari încasări din toate timpurile.[28] Are primul personaj mascotă din jocuri, a stabilit genul de urmărire prin labirint, a deschis jocurile pentru publicul feminin,[29] a introdus conceptul de power-up[30] și a spus o poveste prin secvențe video (cutscene).[31]
- Mai – Stratovox de la Sun Electronics este primul joc cu sinteza vocală.
- Iulie – Atari, Inc. lansează un joc inspirat de Războiul Rece, Missile Command.
- Octombrie – Nichibutsu lansează jocul cu defilare (scrolling) verticală Crazy Climber, primul joc video cu o mecanică de alpinism și un obiectiv de a urca la vârful nivelului.
- 12 noiembrie – Stern Electronics lansează Berzerk, cu semnătura designerului Alan McNeil pe sticla monitorului fiecărui dulap arcade.
- Noiembrie – Namco lansează Rally-X, primul joc cu o rundă bonus. De asemenea, are mai multe direcții de defilare scrolling.
- Noiembrie – Universal lansează Space Panic, primul joc cu platforme și scări. Termenul joc de platformă va fi inventat peste câțiva ani în viitor.
- Noiembrie – Atari, Inc. lansează jocul first-person shooter 3D de tancuri Battlezone.
- Cinematronics lansează Star Castle. În 1982, portarea pentru Atari 2600 sfârșește ca Yars' Revenge.[32][33]
- Wizard of Wor de la Midway este lansat, permițând ca doi jucători să lupte simultan în labirinturi pline de monștri.

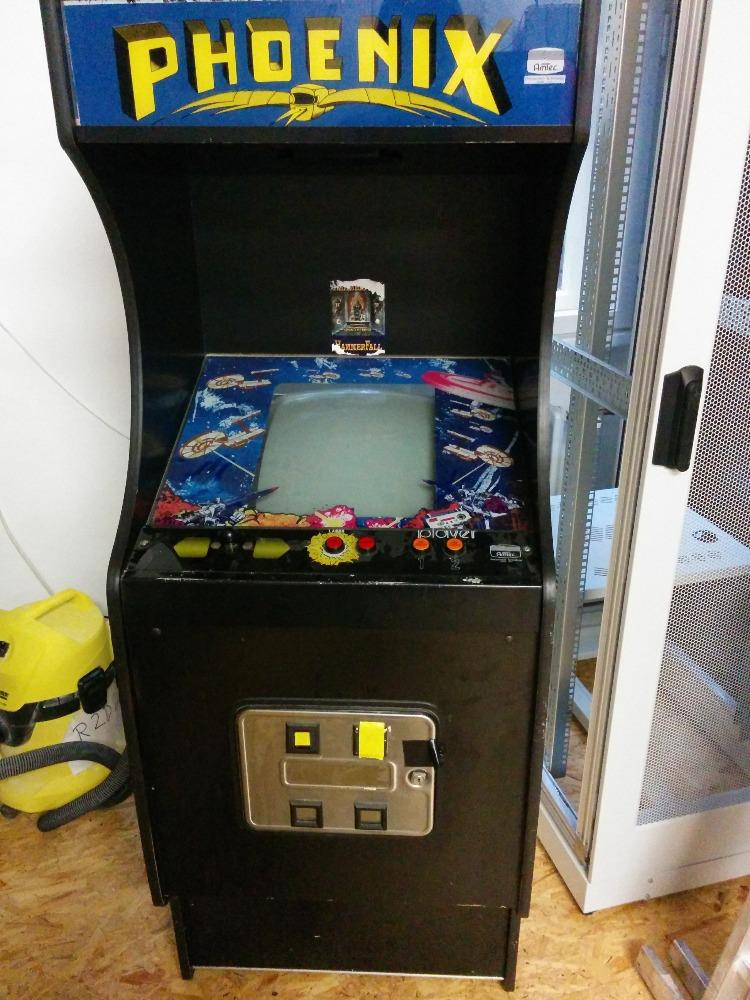
Phoenix

- Jocul de sport Phoenix în mai multe etape conține unul dintre primii boși din jocurile video: un extraterestru violet într-o navă-mamă.

Console
- Portarea Atari, Inc. a lui Space Invaders devine o aplicație criminală (killer app) pentru Atari VCS și primul titlu de consolă care s-a vândut într-un milion de exemplare.
- Ajunge în magazine primul lot de jocuri de la Activision, toate pentru Atari VCS: Dragster, Fishing Derby, Boxing, Bridge și Checkers.

Computer
- decembrie – Infocom lansează primul său joc, Zork (mai târziu denumit Zork I), care va deveni primul din seria viitoare Zork.
- Jocul mainframe Rogue este scris de Michael Toy, Glenn Wichman și Ken Arnold, în cele din urmă a dat naștere unui gen cu numeroase titluri de jocuri Roguelike.
- Edu-Ware lansează The Prisoner pentru Apple II, vag bazat pe serialul TV omonim din anii 1960.
- Strategic Simulations lansează primul său joc: Computer Bismarck pentru TRS-80.
- Microsoft publică Olympic Decathlon pentru TRS-80, un joc video de atletism care îl precede pe cel al lui Konami, Track & Field, și pe cel al lui Activision, The Activision Decathlon, cu trei ani.
- On-Line Systems își publică primul titlu, aventura grafică (ficțiune interactivă) Mystery House pentru  Apple II.

Portabil
- Nintendo lansează seria Game & Watch de jocuri portabile cu LCD proiectată de Gunpei Yokoi.

### Hardware
Arcade
- decembrie – Data East lansează DECO Cassette System, prima platformă arcade standardizată, pentru care sunt dezvoltate multe jocuri.

Console
- Mattel lansează Intellivision consola de jocuri video pentru acasă.
- Sinclair ZX80 și Acorn Atom sunt primele computere de acasă pe care rulează jocuri în Regatul Unit.
- Tandy lansează prima versiune a computerului color Tandy TRS-80.
- PPZ Ameprod lansează în Polonia Ameprod TVG-10, consola de jocuri video pentru acasă.
- Consola de jocuri video pentru acasă BSS 01 este lansată doar în Germania.